# Aloe distans
Aloe distans é uma espécie de liliopsida do gênero Aloe, pertencente à família Asphodelaceae.